# Carl zu Sayn-Wittgenstein-Berleburg
Carl Maximilian Franz Wilhelm Christian Ludwig Prinz zu Sayn-Wittgenstein-Berleburg (* 2. Juni 1839 in Berleburg; † 29. März 1887) war ein deutscher Adliger und Abgeordneter.

## Leben
Carl zu Sayn-Wittgenstein-Berleburg war Angehöriger des Hochadelsgeschlechts der Fürsten Sayn-Wittgenstein-Berleburg. Seine Eltern waren Albrecht zu Sayn-Wittgenstein-Berleburg (1777–1851) und dessen Ehefrau Christiane Charlotte Wilhelmine Gräfin zu Ortenburg (1802–1854). Sayn-Wittgenstein-Berleburg war evangelischer Konfession.
Er schlug die Militärlaufbahn ein und wurde königlich preußischer Rittmeister und Escadronchef im Westfälischen Kürassier-Regiment Nr. 4. Als Standesherr hatte sein Bruder Albrecht eine Reihe von Vorrechten, darunter eine Virilstimme auf dem Provinziallandtag der Provinz Westfalen. Als Standesherr durfte er sich dort vertreten lassen. So ließ er sich auf dem Provinziallandtag 1865 und 1871 durch seinen Bruder Carl vertreten.